# Linjärt spel
Linjära spel är spel där banorna eller handlingen är uppbyggda så att spelaren möter förutbestämda hinder i en bestämd ordning. Termen kan användas om datorspel eller äventyr till bordsrollspel. Motsatsen är icke-linjära spel som ofta har sidohandlingar och en huvudhandling som spelaren kan påverka. Sandlådespel är spel där man helt och hållet kan strunta i handlingen, sätta sina egna mål och göra vad man känner för.